# Szlovákia vasúttársaságainak listája
Ez a lista Szlovákia vasúttársaságait tartalmazza.

## Vasúttársaságok
- ŽSR - Železnice Slovenskej Republiky
- ŽSSK - Železnicná Spoločnost Slovensko, a.s.
- ZSCS - Železničná Spoločnost Cargo Slovakia, a.s.
- ER - ExpressRail
- LR - Lokorail a.s.
- LTE - Logistik und Transport Slovakia
- PSZ - Prvá Slovenská Zelezničná
- RR - Regio Rail Železničná Spoločnosť
- SŽDS - Slovenská železnicná dopravná spolocnosť a.s.